# Hylaea rufofasciosa
Hylaea rufofasciosa là một loài bướm đêm trong họ Geometridae.